# Ruth Rendell
Ruth Barbara Rendell, z d. Grasemann, ps. Barbara Vine (ur. 17 lutego 1930 w Londynie, zm. 2 maja 2015) – brytyjska powieściopisarka, autorka powieści detektywistycznych, thrillerów psychologicznych i opowiadań.

## Zarys biografii
Karierę rozpoczynała jako dziennikarka lokalnych gazet w hrabstwie Essex. Pracę straciła po opublikowaniu relacji z dorocznego przyjęcia w lokalnym klubie tenisowym. Została zwolniona, ponieważ nie była obecna na uroczystości i wskutek tego nie napisała o nagłej śmierci mówcy podczas wygłaszania przemówienia.
Pierwszą powieść opublikowała w 1965. W swoich książkach zwykle skupiała się na portrecie psychologicznym zabójcy, eksponowała obsesje seksualne, krzywdy doznane w dzieciństwie (A Sight for Sore Eyes) i wpływ przypadku na czyn przestępczy. Była bystrą obserwatorką i analityczką świata zewnętrznego.
Stworzyła postać inspektora Reginalda Wexforda, który stał się głównym bohaterem popularnego powieściowego cyklu detektywistycznego, a następnie serialu telewizyjnego. Jej książkę Live Flesh sfilmował Pedro Almodóvar (Drżące ciało).
Była zdobywczynią wielu wyróżnień i nagród w dziedzinie literackiej twórczości kryminalnej, m.in. czterokrotnie Diamentowego Sztyletu – nagrody brytyjskiego Stowarzyszenia Pisarzy Literatury Kryminalnej (Crime Writers' Association).
W 1996 została odznaczona Komandorią Orderu Imperium Brytyjskiego. Rok później otrzymała nobilitację i tytuł „baronessy Rendell of Babergh”. Przez wiele lat zasiadała w Izbie Lordów z ramienia Labour Party.

## Twórczość

### Zbiory opowiadań
- The Fallen Curtain (1976)
- Means of Evil (1979) – pięć opowiadań z inspektorem Wexfordem
- The Fever Tree (1982)
- The New Girlfriend (1985)
- The Copper Peacock (1991)
- Blood Lines (1995)
- Piranha to Scurfy (2000)
- Collected Short Stories, Volume 1 (2006)
- Collected Short Stories, Volume 2 (2008)

### Nowele
- Heartstones (1987)
- The Thief (2006)

### Powieści
- To Fear a Painted Devil (1965)
- Vanity Dies Hard (1965) – wyd. pol. Próżność niełatwo umiera, Prószyński i S-ka 1995
- The Secret House of Death (1968)
- One Across, Two Down (1971)
- The Face of Trespass (1974)
- A Demon in My View (1976) – wyd. pol. Demon w mojej wyobraźni, Prószyński i S-ka 1995
- A Judgement in Stone (1977) – wyd. pol. Kamienny wyrok, Czytelnik 1984
- Make Death Love Me (1979)
- The Lake of Darkness (1980) – wyd. pol. Jezioro ciemności, Prószyński i S-ka 1997
- Master of the Moor (1982)
- The Killing Doll (1984)
- The Tree of Hands (1984) – wyd. pol. Drzewo dłoni, Prószyński i S-ka 1995
- Live Flesh (1986)
- Talking to Strange Men (1987)
- The Bridesmaid (1989) – wyd. pol. Druhna weselna, Kallisto 1999
- Going Wrong (1990) – wyd. pol. W matni, Wydawnictwo Ryton 1993
- The Crocodile Bird (1993)
- The Keys to the Street (1996)
- A Sight for Sore Eyes (1998)
- Adam and Eve and Pinch Me (2001)
- The Rottweiler (2003)
- Thirteen Steps Down (2004)
- The Water's Lovely (2006)
- Portobello (2008)
- Tigerlily's Orchids (2010)
- The St. Zita Society (2012)

Cykl z inspektorem Reginaldem Wexfordem
- From Doon with Death (1964) – wyd. pol. Z najlepszymi życzeniami śmierci, Replika 2018
- A New Lease of Death lub Sins of the Fathers (1967) – wyd. pol. Grzechy ojców, Replika 2018
- Wolf to the Slaughter (1967) – wyd. pol. Rzeź niewiniątka, MITEL 1992
- The Best Man to Die (1969)
- A Guilty Thing Surprised (1970)
- No More Dying Then (1971)
- Murder Being Once Done (1972)
- Some Lie and Some Die (1973)
- Shake Hands Forever (1975)
- A Sleeping Life (1979)
- Put on by Cunning lub Death Notes (1981)
- The Speaker of Mandarin (1983) – wyd. pol. Zabić mandaryna, Rebis 1996
- An Unkindness of Ravens (1985)
- The Veiled One (1988) – wyd. pol. Maska, KAW 1988
- Kissing the Gunner's Daughter (1992) – wyd. pol. Tajemnica Tancred House, Rebis 1996
- Simisola (1994) – wyd. pol. Rebis 1996
- Road Rage (1997)
- Harm Done (1999)
- The Babes in the Wood (2002)
- End in Tears (2005)
- Not in the Flesh (2007)
- The Monster in the Box (2009)
- The Vault (2011)
- No Man's Nightingale (2013)

### Inne publikacje
- Ruth Rendell's Suffolk (1989)
- Undermining the Central Line: Giving Government Back to the People (1989) – rozprawa polityczna napisana wspólnie z Colinem Wardem
- The Reason Why: An Anthology of the Murderous Mind (1995)
- Archie and Archie (2013)

### Jako Barbara Vine
- A Dark-Adapted Eye (1986) – wyd. pol. Skazana na pamięć, C&T 2009
- A Fatal Inversion (1987)
- The House of Stairs (1988)
- Gallowglass (1990)
- King Solomon's Carpet (1991)
- Asta's Book lub Anna's Book (1993) – wyd. pol.  Pamiętniki Asty, C&T 2010
- No Night is Too Long (1994)
- The Brimstone Wedding (1995)
- The Chimney Sweeper's Boy (1998) – wyd. pol. Czarna ćma, C&T 2011
- Grasshopper (2000)
- The Blood Doctor (2002)
- The Minotaur (2005)
- The Birthday Present (2008)
- The Child's Child (2012)